# 克里斯蒂安·克莱恩
克里斯蒂安·克林（1983年2月7日—），生於霍恩埃姆斯，奥地利一级方程式赛车运动员，在2010年效力过伊斯巴尼亞車隊。

## F1职业生涯
- 美洲豹车队：2004年
- 红牛车队：2005年、2006年
- 伊斯巴尼亞車隊：2010年